# Zosne cincticornis
Zosne cincticornis là một loài bọ cánh cứng trong họ Cerambycidae.